# Иван Ведър
Иван Ведър, с рождено име Данаил Николов, известен още с псевдонимите си Яни Ингилиз, Ованес Ефенди, Денкооглу (от Деню, Данаил), е български общественик, масон.
Известен е със заслугите си към Русе – по време на Руско-турската война (1877 – 1878) негово лобиране отменя решението на Делавер паша да изколи голяма част от русенското население през 1877 г.
Често е посочван като основател на масонството в България. Владеел е много европейски езици, вкл. латински, както и арабски наречия. Негов правнук е известният български реторик Йордан Ведър.

## Биография

### Преди Освобождението
По времето на ранните години на Данаил на баща му уста Карастоян е заръчано да построи къща за местен турски големец. Поръчителят отказва да плати, избухва скандал, вадят ножове и за да спаси баща си, Данаил убива турчина. Сменя името си и заживява под прикритие.
Учи в колеж в Малта, където научава много езици, работи като моряк на английски кораб между Лондон и Мелбърн, преводач е в турски учреждения в Цариград, преподава езици в Измир на синовете на турски първенци (включително Мидхат паша). По време на Кримската война обикаля черноморски пристанища, вероятно в ролята на руски разузнавач. Следва в медицинското училище в Букурещ, където получава псевдонима си Ведрий от професорите д-р Петър Протич и д-р Георги Атанасович, заради открития си характер.
През 1863 г. в цариградския клон на Ориентал Лодж е посветен в масонството. Успява да достигне до 33-тата степен, последна според Стария и Приет шотландски ритуал. Следва още по-пъстър живот – работи по първата железопътна линия Русе-Варна, после като търговски представител в Манчестър, оженва се за Стоянка – дъщеря на уважавания русенски уста-баши хаджи Станчо Драгошинов, преподава в Робърт колеж в Цариград, кореспондент е на европейски вестници. Русенският валия Мидхат паша го назначава за „секретар по вънкашната кореспонденция“, което му позволява да контактува често с чуждестранни дипломати.
Подпомага финансово няколко въстания и революционното движение в Русе, в които среди вече е установил другарски връзки. Ходатайства за Захари Стоянов да стане библиотекар в читалище „Зора“.

### Спасяване на Русе (1877)
В края на август 1877 г. руските войски ожесточено атакуват турската махала в Русе, която почти сриват със земята. Това озверява турските управници, които решават да изтребят цялото българско население в Русе – всички са изведени в полето при Владиковата бахча (днес Парк на младежта), където прекарват няколко денонощия. Ведър успява да излезе от обградената си къща, като плаща торба злато. Отбива се при италианския консул Енрике де Губернатис, с когото поканват влиятелния турчин хаджи Мехмед Алия да се качи с тях до хълма Левента, за да лобират при Делавер паша, командващ египетските войски, разположени около града.
Когато влизат при пашата, и тримата правят масонски знак с ръка. Разбирайки, че говори с по-висш по степен масонски брат, той обещава на Иван братско съдействие. Когато се връща от Левента, делегацията заварва населението на града обградено от египетски аскери, които го пазели от черкезите и башибозуците. В резултат са спасени сигурна смърт 4000 русенци и сградите в града от опожаряване.

### След Освобождението
След Освобождението Ведър организира първата българска редовна масонска ложа „Балканска звезда“ (Etoile des Balkans) в Русе през 1880 г., измежду членовете на която са Никола Обретенов, Захари Стоянов, Иларион Драгостинов, Тома Кърджиев и която е посещавана инкогнито от бъдещия княз Александър Батенберг. Следва учредяване на ложи във Варна (където за кратко е първата велика ложа), София и още няколко града, но през 1887 г. Ведър се принуждава да „приспи“ всички ложи заради опасността дейността им да се опорочи от политическите и междуличностни борби, характерни за младата и неопитна държава.
В края на живота си приписва всичкия си имот на държавата, казвайки, че е дал достатъчно на децата си – образование и възпитание.

## Памет
Костите на Иван Ведър са пренесени в Пантеона на Възрожденците при изграждането му през 1978 г., а в близост е издигнат паметник в негова чест. Съвременните масонски организации в България имат орден с неговото име.
На Иван Ведър е наречена улица в квартал „Карпузица“ в София (Карта).